# Suicide Squad Isekai
Suicide Squad Isekai è una serie anime di supereroi del 2024 prodotta da Wit Studio.

## Trama
Amanda Waller, direttrice della A.R.G.U.S., assembla una pericolosa squadra di supercriminali per una missione suicida: infiltrarsi e indagare su un mondo di spade e stregoneria dove vivono orchi e draghi.

## Personaggi

### Principali
- Dr. Harleen Quinzel / Harley Quinn, doppiata da Anna Nagase
- Joker, doppiato da Yūichirō Umehara
- Floyd Lawton / Deadshot, doppiato da Reigo Yamaguchi
- Christopher Smith / Peacemaker, doppiato da Takehito Koyasu
- Basil Karlo / Clayface, doppiato da Jun Fukuyama
- Nanaue / King Shark, doppiato da Subaru Kimura
- Rick Flag, doppiato da Taku Yashiro
- Amanda Waller, doppiata da Kujira
- Tatsu Yamashiro / Katana, doppiata da Chika Anzai
- Principessa Fione, doppiata da Reina Ueda
- Queen Aldora, doppiata da Mamiko Noto
- Cecil, doppiato da Jun Fukushima
- Otis Flannegan / Ratcatcher, doppiato da Yōji Ueda
- The Thinker, doppiato da Hōchū Ōtsuka
- Dr. June Moon / Enchantress, doppiata da Shizuka Itō
- Waylon Jones / Killer Croc, doppiato da Tarō Kiuchi

## Episodi
| Stagione       | Episodi | Trasmissione originale | Trasmissione originale |
| Stagione       | Episodi | Prima trasmissione     | Ultima trasmissione    |
| -------------- | ------- | ---------------------- | ---------------------- |
| Prima stagione | 10      | 27 giugno 2024         | 15 agosto 2024         |